# Giacinto Menotti Serrati
Giacinto Menotti Serrati (Spotorno, 25 novembre 1872 – Asso, 10 maggio 1926) è stato un politico e giornalista italiano, attivo anche negli Stati Uniti d'America dal 1902 al 1904.

## Biografia
Fin da giovane fu un acceso sostenitore della causa socialista e operaia; si dedicò alla propaganda e alla formazione di associazioni. Subí arresti e condanne tra il 1893 e il 1897, e per evitare di essere processato, emigrò in Madagascar e quindi nel 1899 in Svizzera, dove si dedicò alla costituzione del Partito Socialista italiano in Svizzera.
Nel 1902 era negli Stati Uniti d'America, fra gli emigrati italiani, e qui entrò in contrasto con il gruppo di anarchici che faceva riferimento a Luigi Galleani. Nel 1903, durante uno scontro fra i due gruppi socialista e anarchico a Barre (Vermont), rimase ucciso lo scultore anarchico Elia Corti. Per l'omicidio venne condannato la guardia del corpo di Serrati, Alessandro Garetto. Ritornò in Svizzera nel 1904, e lí conobbe il giovane Benito Mussolini. Tornato in Italia nel 1911, Serrati entrò rapidamente nella direzione del Partito Socialista Italiano, su posizioni massimaliste.
Il 1º novembre 1914 sostituì Mussolini alla direzione dell'Avanti!, conducendo sul quotidiano socialista una forte campagna contro l'intervento italiano nella prima guerra mondiale.
Nel settembre 1915, e poi nell'aprile 1916 fu inviato alla Conferenza di Zimmerwald e a quella di Kienthal, dove si verificarono significative convergenze con le componenti di sinistra dei partiti operai socialisti e con i bolscevichi di Lenin. Nell'agosto 1917, durante i moti torinesi per la mancanza di pane, fu arrestato e trasferito alle Carceri Nuove.
Nel 1919 fu a capo della frazione massimalista dei comunisti unitari divenuta maggioritaria nel congresso di Bologna, e nel 1921 sottoscrisse il documento degli "unitari" del congresso di Livorno, che tuttavia portò alla scissione della frazione dei comunisti puri di Amadeo Bordiga e alla nascita del Partito Comunista d'Italia.
Continuò dalle colonne dell'Avanti! a condurre una forte polemica contro il nascente movimento fascista, e il 16 aprile 1920, nell'anniversario dell'assalto all'Avanti! di Milano dell'anno prima, Ferruccio Vecchi e Albino Volpi - alla testa degli squadristi di Milano - assaltano di nuovo il giornale e lo aggrediscono.
Pur essendo stato contrario alla scissione comunista nel 1921, fu inviato al IV Congresso dell'Internazionale Comunista del dicembre 1922; condivise la fusione col Partito Comunista d'Italia e vi aderì infine nel 1924.
Morì, a 54 anni, nel 1926 ad Asso, in provincia di Como, colpito da un attacco cardiaco mentre risaliva un sentiero di montagna, verso un convegno clandestino dove si recava in adempimento di un compito assegnatogli dal Partito Comunista d’Italia.
Il suo funerale rappresentò l’ultima grande manifestazione pubblica del movimento operaio prima dell’emanazione delle leggi eccezionali del fascismo.